# Quattro irresistibili brontoloni
Quattro irresistibili brontoloni (Never Too Late) è un film del 1996 diretto da Giles Walker.

## Trama
Dopo la morte di un loro caro amico, quattro anziani (Joseph, Rose, Olive e Woody) iniziano a credere che Carl – il direttore della casa di riposo in cui il defunto era ricoverato – sia stato coinvolto nella sparizione del suo denaro e nell'uso totalmente improprio di quello degli altri degenti. Con l'aiuto di Max, il nipote punk di Joseph, i quattro decidono di organizzare un piano per consegnare Carl alla giustizia.

## Distribuzione
In Canada la pellicola è stata distribuita dalla MTI a partire dal 26 agosto 1996.